# 화전양면전술
화전양면전술(和戰兩面戰術) 또는 화전양면전략(和戰兩面戰略)은 겉으로는 평화를 말하며 속으로는 전쟁을 준비한다는 뜻으로 화해와 위협을 반복하다가 전쟁을 일으키는 전술이다. 겉으로만 평화를 말하는 것을 위장평화공세(僞裝平和攻勢) 라고도 한다.

## 같이 보기
- 전략
- 전술
- 당근과 채찍